# La Civetta & Co
La Civetta & Co (La Chouette & Cie) è una serie animata francese del 2014 prodotta da Studio Hari per France Télévisions e Boomerang. In Italia viene trasmessa su Boomerang dal 20 settembre 2015. Nello stesso anno si è aggiudicata il Pulcinella Award 2015 al Cartoons on the Bay nella categoria "Serie Tv per ragazzi". La serie è uno spin off di La Chouette, ma a differenza della serie precedente, i personaggi parlano tra di loro, eccetto la Civetta.

## Trama
Protagonista della serie è Civetta, che come dice il nome, è una civetta fucsia amante della pace e della quiete. Deve però fare i conti con gli altri abitanti del bosco, tra i quali figurano una Rana, una Pecora, un Stecco, una Pipistrellina, un Fenicottero, una Puzzola, e un Gallo. Civetta vorrebbe vivere serenamente sull'albero, ma le altre creature non le lasciano tregua.

## Personaggi e doppiatori
| Personaggio   | Doppiatore francese       | Doppiatore italiano |
| ------------- | ------------------------- | ------------------- |
| Rana          | Emmanuel Curtil           | Fabrizio Mazzotta   |
| Pecora        | Sébastien Desjours        | Oreste Baldini      |
| Stecco        | Pierre-Alain de Garrigues | Sergio Lucchetti    |
| Pipistrellina | Nathalie Homs             | Barbara Pitotti     |